# Neolindus napo
Neolindus napo (лат.) — вид коротконадкрылых жуков рода Neolindus из подсемейства Paederinae (Staphylinidae). Название N. napo происходит от топонима типового местонахождения в бассейне реки Напо в Эквадоре.

## Распространение и экология
Неотропика. Вид известен только из типового местонахождения в Эквадоре в бассейне реки Напо (Сукумбиос, Шушуфинди) и Суринаме (Сипаливини, Кабалебо). Он был собран на низких высотах от 25 до 270 м над уровнем моря с помощью ловушек Малеза и ловушек для перехвата летающих насекомых.

## Описание
Мелкие коротконадкрылые жуки. Длина тела около 6 мм. Голова и переднеспинка коричневые; ноги светло-коричневые; брюшко коричневое. Антенна бусовидная от антенномера 5, длиннее головы и переднеспинки вместе взятых; антенномеры длиннее ширины, антенномеры 3—11 с томентозным опушением; антенномер 1 короче антенномеров 2 и 3 вместе взятых, антенномер 3 длиннее 2. Лабрум двулопастной, с U-образным выступом. Пронотум немного шире своей длины, с микропунктурами, 2 парамедиальными и 2 латеральными рядами волосков. Простернум с верхней краевой линией, параллельной переднему краю. Метастернальный межтазиковый отросток с 1 парой острых отростков. Надкрылья длиннее ширины, поверхность надкрылий с умеренно плотной пунктировкой в 8—9 продольных рядов.

## Систематика
Вид был впервые описан в 2024 году по типовым материалам из Мексики. N. napo сходен сN. apiculus и N. campbelli по форме заднего края стернита VIII и тергита VIII. Однако N. napo отличается от этих видов иным строением апикальных склеритов эдеагуса, в частности, значительно более крупным бифидным выступающим APS (single antiparameral sclerite).